# Raspadskaya
Raspadskaya (en russe : Распа́дская) est une entreprise russe. L'entreprise, fondée en 1973 et basée à Kemerovo, est spécialisée dans la production de charbon.